# Trémolo (electrónica y comunicación)
En electrónica y comunicación, se denomina trémolo (flutter en inglés) a la variación rápida de los parámetros de una señal, como su amplitud, fase o frecuencia. Ejemplos de trémolo en electrónica son:
- Variaciones rápidas en los niveles de la señal recibida, que pueden ser causadas por perturbaciones de la atmósfera, movimientos de la antena con viento fuerte o interacción con otras señales.
- En propagación de ondas de radio, un fenómeno según el que las ondas de radio que generalmente son reflejadas por la ionosfera[2] en o por encima de la región E, experimentan absorción parcial o completa.
- En transmisiones de radio, pueden producirse niveles de señal rápidamente cambiantes junto con retardos de tiempo variables, generando propagación multicamino. Son causados por fenómenos de reflexión y posible absorción parcial de la señal por parte de aeronaves que vuelan a través del haz de radio o por problemas de dispersión heterogénea.
- La variación en las características de transmisión de una línea telefónica causada por la acción de las corrientes directas del telégrafo en las bobinas de carga.
- En equipos de grabación y reproducción, la desviación de la frecuencia causada por un movimiento mecánico irregular, como por ejemplo, las variaciones de la velocidad angular del mecanismo de arrastre en un mecanismo de transporte de cinta durante la grabación o reproducción.[3]